# Полска порта
Полската порта (на украински: Лядські ворота) на Майдан Незалежности (площад „Независимост“) в Киев е паметник във формата на порта, построена през 2001 година.
С паметника (близо до нейните руини) се почита бившата едноименна порта на средновековния град Киев – от общо 3 порти наред с т.нар. Златни врата и Еврейската порта. Има формата на арка, на чийто връх е поставена статуя на архангел Михаил, патрон на града. Автор на статуята е скулпторът Анатолий Кущ.
Портата се намира на територията на някогашния Полски квартал в югоизточната част на Стария Киев. Според Началната руска летопис през 1240 година портата е основното укрепление, срещу което предвожданата от чингизида Бату хан и военачалника Субетей монголска армия насочва силите си по време на Обсадата на Киев.
Първото споменаване на портата се проследява до 1151 година по време на военните действия между великия княз на Киевска Рус – Изяслав II, и на Суздал – Юрий Долгорукий.